# Монти-Кастелу (Сан-Паулу)
Монти-Кастелу (порт. Monte Castelo)  —  муниципалитет в Бразилии, входит в штат Сан-Паулу. Составная часть мезорегиона Президенти-Пруденти. Входит в экономико-статистический  микрорегион Драсена. Население составляет 3624 человека на 2006 год. Занимает площадь 233,161 км². Плотность населения — 15,5 чел./км².

## Статистика
- Валовой внутренний продукт на 2003 составляет 38.076.856,00 реалов (данные: Бразильский институт географии и статистики).
- Валовой внутренний продукт на душу населения на 2003 составляет 9.923,60 реалов (данные: Бразильский институт географии и статистики).
- Индекс развития человеческого потенциала на 2000 составляет 0,743 (данные: Программа развития ООН).